# John Bell Hood

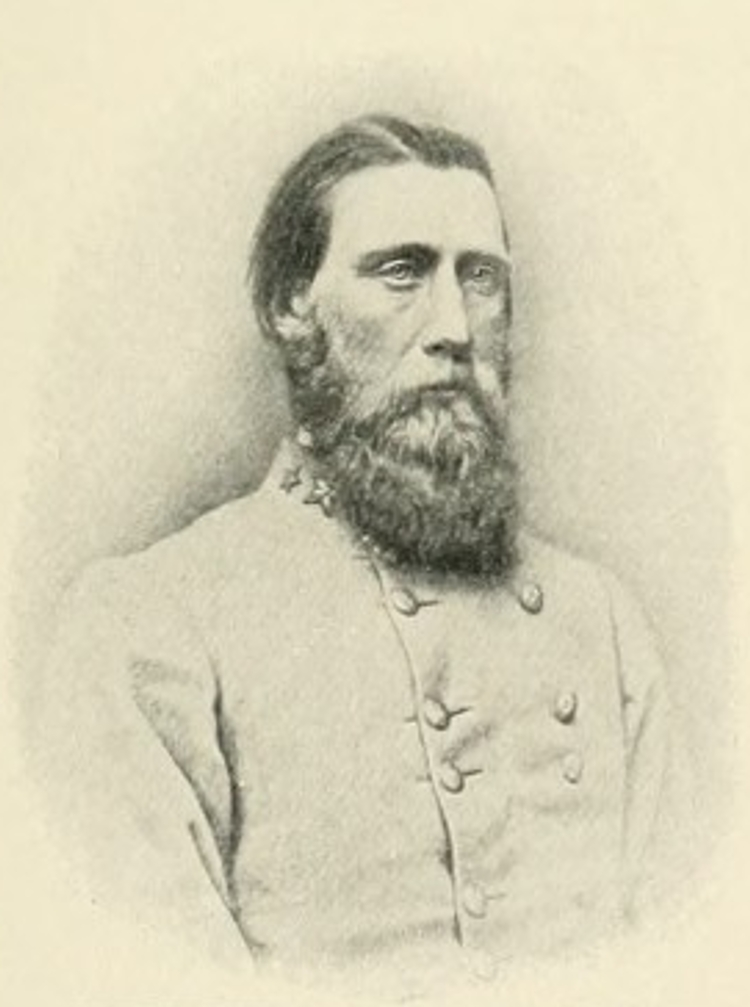
General confederado John Bell Hood

John Bell Hood (1 de junio o 29 de junio de  1831 - 30 de agosto de 1879) fue un general confederado (sureño) durante la guerra civil estadounidense. Aunque valiente, la impetuosidad de Hood provocó grandes pérdidas entre sus tropas a medida que ascendía de rango. Bruce Catton escribió que "la decisión de reemplazar a Johnston con Hood fue probablemente el error más grande que cometió cualquiera de los dos gobiernos durante la guerra". La educación de Hood en la Academia Militar de los Estados Unidos en Nueva York  lo llevó a una carrera como oficial subalterno en la infantería y a la caballería del Ejército de los Estados Unidos antes de la guerra en California y Texas. Al comienzo de la Guerra Civil, ofreció sus servicios a su estado adoptivo de Texas. Logró su reputación de liderazgo agresivo como comandante de brigada en el ejército de Robert E. Lee durante las Batallas de los Sietes Días en 1862, después de lo cual fue ascendido a comandante de división. Dirigió una tropa bajo James Longstreet en las campañas de 1862-1863. En la Batalla de Gettysburg, fue gravemente herido, inutilizando su brazo izquierdo por el resto de su vida. Transferido con muchas de las tropas de Longstreet al Teatro Occidental, Hood dirigió un asalto masivo en una brecha en la línea de la Unión en la Batalla de Chickamauga, pero fue herido nuevamente y requirió la amputación de su pierna derecha. 
Hood regresó al servicio de campo durante la Campaña de Atlanta de 1864 y, a la edad de 33 años, fue ascendido a general temporal y comandante del Ejército de Tennessee en las afueras de Atlanta, lo que lo convirtió en el soldado más joven de ambos lados de la guerra dado al mando de un ejército. Allí, disipó a su ejército en una serie de ataques audaces, calculados pero sin éxito, y se vio obligado a evacuar la ciudad sitiada. Liderando a sus hombres a través de Alabama y Tennessee, su ejército sufrió graves daños en un asalto frontal masivo en la Batalla de Franklin y fue derrotado decisivamente en la Batalla de Nashville por su ex instructor de West Point, el Mayor. general George H. Thomas, después de lo cual fue relevado del mando.
Después de la guerra, Hood se mudó a Luisiana y trabajó como corredor de algodón y en el negocio de seguros. Su negocio se arruinó por una epidemia de fiebre amarilla en Nueva Orleans durante el invierno de 1878-1879 y él mismo sucumbió a la enfermedad, muriendo pocos días después que su esposa y su hijo mayor, dejando a diez huérfanos en la indigencia. 